# Логай Артур Сергійович
Артур Сергійович Логай (нар. 12 вересня 1993, Мелітополь, Запорізька область) — український актор театру і кіно, співак та композитор, учасник п'ятого сезону талант-шоу «X-Фактор». Переможець 8-го сезону українського телешоу «Танці з зірками» на телеканалі «1+1».

## Життєпис

### Ранні роки
Артур Логай народився 12 вересня 1993 року в Мелітополі (за іншими даними у селищі Веселе Веселівського району) Запорізької області.
Два роки навчався у Запорізькому національному технічного університеті, де вивчав міжнародний туризм. Потім переїхав до Києва.

### «X-Фактор»
З серпня по листопад 2014 року брав участь у п'ятому сезоні музичного талант-шоу «X-Фактор». Потрапив до команди хлопців 14-25 років під керівництвом відомої грузинської співачки Ніно Катамадзе. Увійшов до ТОП-12, але посів 10-те місце. Після шоу активно зайнявся написанням власних пісень, в яких максимально намагався зробити якісну музику, яка трохи схожа на Келвіна Гарріса, Джеймса Артура або Джонна Ньюмана. Як казав артист: «Якщо об'єднати все це — отримаєте мене».

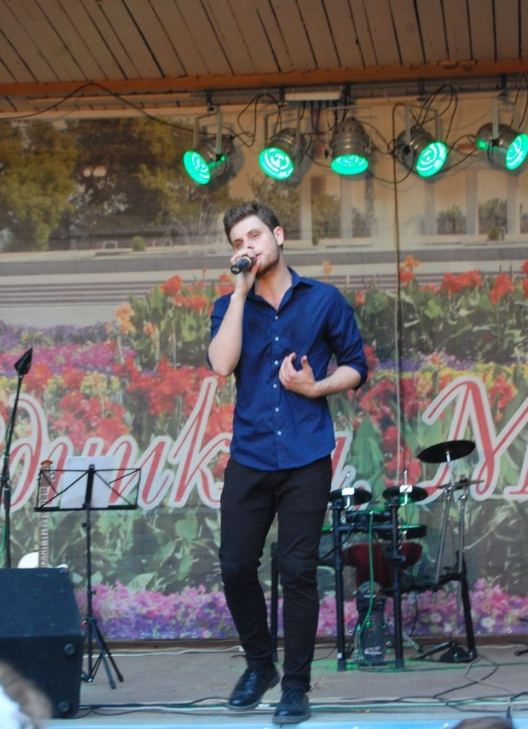
Логай у червні 2015 року.

### Акторська кар'єра
У 2017 році закінчив дворічну кіношколу «Ukrainian Film school» на базі кіностудії «Film.Ua».
Дебютував у кіно в 2018 році роллю чаклуна у містичному телесеріалі «Чаклунки».
У 2021 році взяв участь у шоу «Танці з зірками» та виграв.

## Ролі в театрі
Театр «Тисячоліття»
- Бруно — «Жага» за мотивами роману «Камера обскура» Володимира Набокова (2017);

Театр «Майстерня»
- Джино — «Чутки вголос» за мотивами оповідань Альберто Моравіа (2017).

## Фільмографія
| Рік       | Назва                                 | Роль                | Примітка        |
| --------- | ------------------------------------- | ------------------- | --------------- |
| 2016—2019 | «Київ вдень та вночі» (рос.)          | Артур               | Другорядна роль |
| 2018      | «Чаклунки» (рос.)                     | Майк                |                 |
| 2019      | «У неділю зранку зілля копала» (рос.) | Роман               | Головна роль    |
| 2019      | «Таємниці» (рос.)                     | Стас Горський       |                 |
| 2019      | «Великі Вуйки»                        | Андрій Микитюк      |                 |
| 2019      | «Громада»                             | Назар               | Головна роль    |
| 2020      | «Коп з минулого»                      | Андрій Василенко    | Головна роль    |
| 2020      | «Консультант» (рос.)                  | Олександр Щур       | Другорядна роль |
| 2020      | «Спіймати Кайдаша»                    | клієнт-мажор на СТО | Другорядна роль |
| 2021      | «Моя улюблена Страшко»                | Андрій              |                 |
| 2024      | «Крашанка»                            |                     |                 |
| 2024      | «Ніхто не ідеальний»                  | Роберт              | Головна роль    |
| 2025      | «Песики»                              | Вал                 |                 |

## Родина та особисте життя
Одружений з Євгенією (Діаною), з якою познайомився на зйомках українського серіаліті «Київ вдень та вночі». Має синів, Германа і Лева.